# ブルース・ピケンズ
ブルース・ピケンズ（Bruce Pickens 1968年5月9日- ）はミズーリ州カンザスシティ出身のアメリカンフットボール選手。ポジションはコーナーバック。

## 経歴
ジュニアカレッジから、ネブラスカ大学に編入し、コーナーバックとしてバンプ・アンド・ランカバレッジやマンカバーディフェンスを学んだ。1988年にはビッグ・エイト・カンファレンスの最優秀ニューカマーに選ばれた。1989年には先発左コーナーバックとして起用され、同年カンファレンスのファーストチームに選ばれた。1990年にもカンファレンスのセカンドチームに選ばれている。
ドラフト前のスカウティングコンバインでは40ヤード走で4秒43を記録した。
ドラフト前の予想では、ディフェンスバックとしてトッド・ライト、エリック・ターナー、スタンリー・リチャードとともに、その年のドラフト1巡上位指名が予想された。1991年のNFLドラフト1巡全体3位でアトランタ・ファルコンズに指名された。リーグ最高のコーナーバックであるディオン・サンダースとのコンビが期待されたが、10月まで契約をホールドアウトし、1991年は7試合しか出場しなかった。ファルコンズでは8試合の先発出場で2インターセプトにとどまり、1993年シーズン途中の10月にグリーンベイ・パッカーズにトレードされた。その後、カンザスシティ・チーフスに加入、バッファロー・ビルズとのプレーオフではアルバート・ルイス、ジェイ・テイラー、ケビン・ロス、マーティン・ベイレス、チャールズ・ミンシーとともにダイムディフェンスの一員として起用された。
1995年、オークランド・レイダースに加入、1996年8月の最終ロースターカットでレイダースを解雇された。